# Vitali Shchedov
Vitali Shchedov –en ucraniano, Віталій Щедов– (Simferópol, 31 de julio de 1987) es un deportista ucraniano que compitió en ciclismo en la modalidad de pista, especialista en la prueba de persecución por equipos.
Ganó dos medallas en el Campeonato Mundial de Ciclismo en Pista, plata en 2007 y bronce en 2006.

## Medallero internacional
| Campeonato Mundial | Campeonato Mundial          | Campeonato Mundial | Campeonato Mundial      |
| Año                | Lugar                       | Medalla            | Competición             |
| ------------------ | --------------------------- | ------------------ | ----------------------- |
| 2006               | Burdeos ( Francia)          | Medalla de bronce  | Persecución por equipos |
| 2007               | Palma de Mallorca ( España) | Medalla de plata   | Persecución por equipos |

1. ↑  Compitió en la ronda de clasificación.